# N1 (Burkina Faso)

Der Ortseingang von Ouagadougou im Jahr 1980

Die N1 (auch RN1) ist die wichtigste Fernstraße in Burkina Faso. Sie verbindet Ouagadougou mit der zweitgrößten Stadt Bobo-Dioulasso. Die Fernstraße ist 355 Kilometer lang.
In den Jahren 1976 bis 1979 wurde die N1 auf dem Abschnitt von Bobo-Dioulasso bis Houndé erstmalig außerorts auf sechs Meter Breite und innerorts auf zehn Meter Breite ausgebaut und asphaltiert. Dabei wurde sie auf eine Geschwindigkeit von 100 km/h ausgelegt. Die bisherige Beschaffenheit wird als zweispurige Laterit-Straße mit schlechter Oberfläche, mangelhafter Entwässerung und stellenweise zu geringer Breite beschrieben. Die veranschlagten Kosten beliefen sich auf 3,5 Mrd. CFA-Franc.
Am Stadtrand von Ouagadougou hatte sie ursprünglich zwei Fahrbahnen pro Richtung und wurde im Inneren der Stadt einspurig. 2009 wurde sie mit einer langen, zweispurigen Brücke zu einer autobahnähnlichen, kreuzungsfreien Straße aufgewertet. Sie ist weiterhin als Fernstraße eingestuft, da es in Burkina Faso keine Klassifizierung als Autobahn gibt.

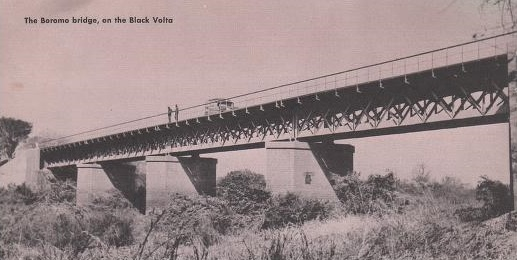
Brücke über den Schwarzen Volta östlich von Boromo um 1960

Am 28. September 2018 wurde eine neue Brücke mit Stahlbetonfahrbahn mit einer Länge von 106 Metern über den Schwarzen Volta östlich von Boromo als erste dieser Art in Burkina Faso eingeweiht.
Im April 2023 untersuchten Wissenschaftler der Universität Ouagadougou anhand der N1 die Auswirkungen des Schwerlastverkehrs auf Asphaltbetondecken unter heißen und trockenen klimatischen Bedingungen.